# Charles Marcotte d'Argenteuil
Pour les articles homonymes, voir Marcotte et Argenteuil.
Pour les autres membres de la famille, voir Famille Marcotte.
Charles Marie Jean Baptiste Marcotte dit Charles Marcotte d'Argenteuil, né à Doullens en 1773 et mort à Paris en 1864, est un des grands mécènes artistiques du XIXe siècle.

## Biographie
Né le 18 août 1773 à Doullens, il est le fils de Philippe Marcotte, seigneur de Pyn et receveur des fermes à Noyon puis à Doullens, et de Louise Antoinette Duclos du Fresnoy. Il est aussi le neveu Charles-Nicolas Duclos du Fresnoy, notaire royal et mécène du peintre Jean-Baptiste Greuze, comme le cousin et beau-frère du baron Charles Athanase Walckenaer, préfet et naturaliste de renom, ainsi que le beau-frère de Thomas-de-Cantorbery Becquet de Layens, officier aux Gardes du comte de Provence, futur Louis XVIII, et le cousin germain de Cécile Bochet et d'Henry Panckoucke.

-Il à servi comme administrateur des forêts à Turin auprès du général MENOU en ...1803-1/1804.
De 1820 à 1830, Charles Marcotte est l’un des trois administrateurs de la nouvelle administration des Forêts dirigée par marquis de Bouthillier. En collaboration avec son collègue Jacques-Joseph Baudrillart, il participe activement à la création en 1824 de l’école royale forestière et à la rédaction du code forestier de 1827. Après le décès de de Bouthillier, il lui succède en août 1830 aux fonctions de directeur général des Eaux et Forêts jusqu'en 1836 où il est poussé, par Thiers nouveau premier ministre de Louis-Philippe à faire valoir ses droits à la retraite, et est remplacé à ce poste par Léon-Victorin Legrand. Il est fait commandeur de la Légion d'honneur en 1836.
En l'an X, il est inspecteur des forêts à Saint-Claude (Jura) puis à Turin en 1803, en charge d'organiser un service forestier dans les six départements du Piémont. En mai 1806, il est l'un des douze inspecteurs généraux chargés par Napoléon 1er d'observer et surveiller les opérations forestières réalisées sur le territoire de l'Empire français. Entre 1807, il est en poste à Rome chargé d'organiser un service forestier dans les Etats romains et la Toscane. À partir de 1812 il est envoyé en Hollande et est remplacé à Rome par le sous-inspecteur des forêts Aubin-Wiart. Lors de ce séjour romain, chez son ami et allié, Henry Panckoucke, Marcotte rencontre le peintre Jean-Auguste-Dominique Ingres à qui il commande son portrait en 1810. Cette rencontre aura de profondes retombées sur la vie des deux hommes, car non seulement Charles deviendra un des principaux mécènes et collectionneurs d'Ingres jusqu'à sa mort en 1864, mais nombre de membres de sa famille et alliés commanderont des œuvres à l'artiste, et surtout Charles proposera à Ingres d'épouser sa nièce, Delphine Ramel, quand l'artiste se retrouvera veuf après le décès de son adorée Madeleine Chapelle.
Les Panckoucke et les Bochet commanderont aussi leurs portraits, mais en 1811 qui seront ensuite exposés au Salon de 1814, ainsi que sa belle-sœur, Mme Marcotte de Sainte-Marie née de Salvaing de Boissieu, pour qui Ingres réalisa le portrait en 1826. Enfin, Ingres réalisa de nombreux portraits à la mine de plomb pour tous les membres de ces familles amies Marcotte, Bochet et Panckoucke, qui deviendront ensuite par son second mariage, ses cousins et neveux.
La collection de Charles Marcotte d'Argenteuil est constituée d'œuvres du peintre Ingres, dont les principales sont le Pape Pie VII tenant chapelle, la Chapelle Sixtine, Vierge à l'hostie, et surtout L'Odalisque à l'esclave qui occupera peintre et mécène pendant près de 20 ans. La collection est aussi composée de nombreux dessins d'Ingres (autoportraits, portraits familiaux, paysages et sujets mythologiques). Cette collection était complétée par des œuvres de Louis Léopold Robert, de Luigi Calamatta, de Théodore Géricault et d'Hippolyte Flandrin.
Ses frères Marcotte de Quivières et Marcotte de Sainte-Marie détiennent également quelques œuvres majeures d'Ingres dans leurs collections, comme L'Odalisque à l'esclave ou L'Arétin chez Le Tintoret chez Philippe Marcotte de Quivières qui fut également un des mécènes de Théodore Chassériau et grand amateur d'Isabey ou Paninni.
Charles épouse à 50 ans sa nièce Louise Becquet de Layens, de qui il aura trois enfants (descendance Alexandre Legentil, Hubert Rohault de Fleury, Pougin de La Maisonneuve...). Sa collection était partagée entre son hôtel parisien du faubourg Poissonnière et son château aux environs de Meaux, Le Poncelet, où Ingres y fit de fréquents séjours à partir de 1841 et d'où il réalisa plusieurs dessins.
Il transmet le château familial de son père, le château de Larbroye près de Noyon, à sa fille Marie, épouse de Alexandre Legentil. Cette demeure sera entièrement dévastée lors de la Première Guerre mondiale et nombre de souvenirs des Legentil y seront détruits.
Il meurt le 20 février 1864 dans le 9e arrondissement de Paris et est inhumé au cimetière du Père-Lachaise (20e division).

## Distinctions
- Commandeur de la Légion d'honneur

## Sources
- Société de l'Histoire de l'Art Français : Lettres d'Ingres à Marcotte d'Argenteuil par Daniel Ternois, 2001
- Archives Famille Panckoucke et Marcotte de Quivières
- Metropolitan Museum of New-York : Portraits by Ingres - Image of an epoch
- Die Bildniszeichnugnen von J.-A.-D. Ingres, par Hans Naef
- Mémorial de famille, par Étienne Moreau-Nélaton, 1918